# Curt Herbert Richter
Curt Herbert Richter (* 6. November 1898 in Bärenstein; † 3. Februar 1974 in Bernsbach) war ein deutscher Zithersolist und Komponist.

## Leben

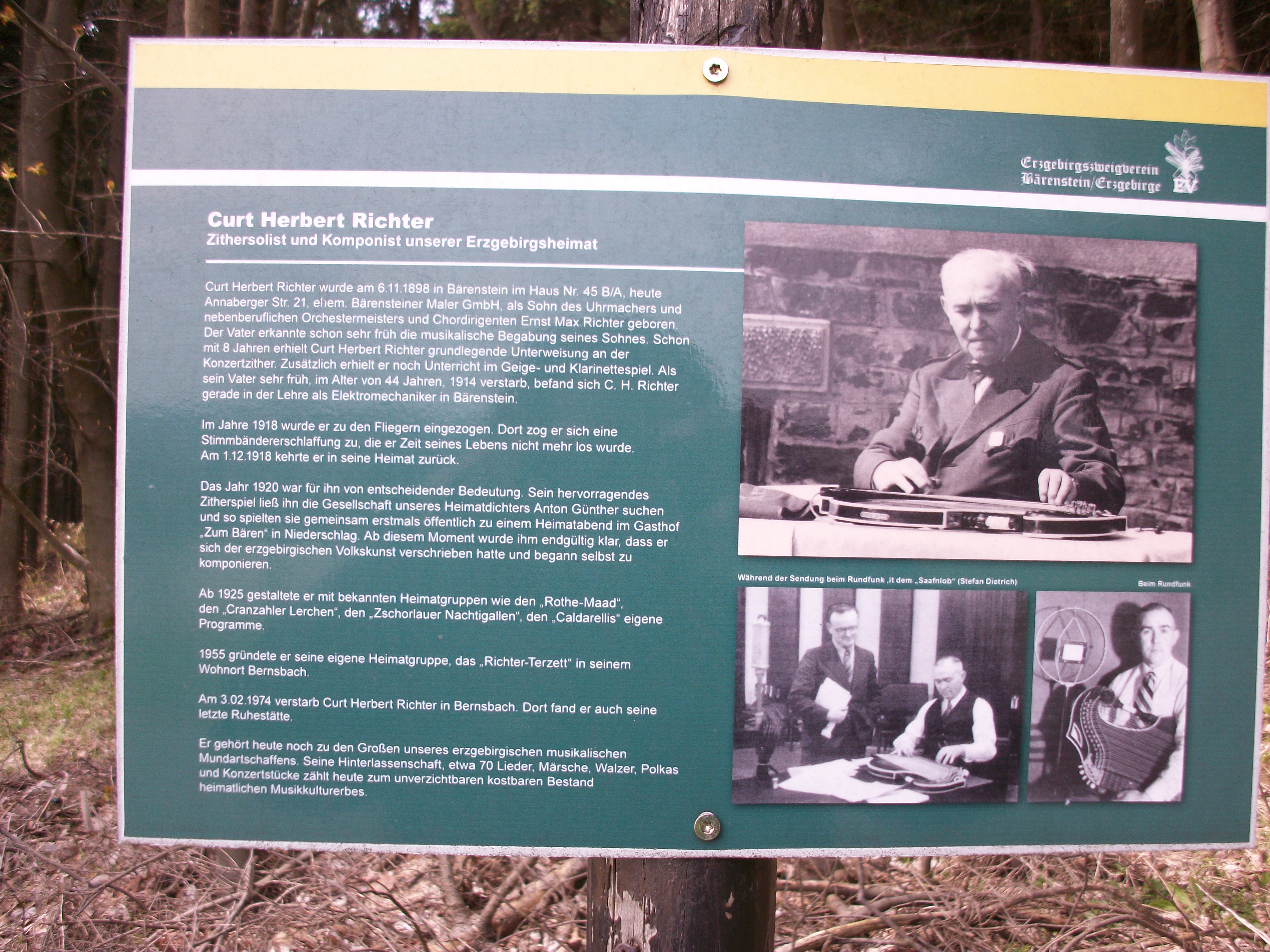
Gedenktafel an Curt Herbert Richter in Bärenstein

Alle seine Vorfahren väterlicherseits waren hochmusikalisch. Sein Vater gründete den Bärensteiner Konzertzither-Club "Elegie" und unterrichtete seinen Sohn in Zither und Harmonielehre. Der Berühmteste in der Familie war der Bruder seines Urgroßvaters, geadelter Kaiserlicher Generalmusikdirektor in Moskau. 
C.-H.Richter lernte frühzeitig das Spielen von Zither und Gitarre und musizierte mit 13 Jahren bereits selbständig.
1920 trat der gelernte Elektromechaniker erstmals mit Anton Günther in Niederschlag auf und widmete sich fortan der erzgebirgischen Volksmusik. Ab 1928 komponierte er als Erster eigene neue erzgebirgische Weisen für die Zither. 
1930 erschien die erste Schallplatte mit Richters Musik.
Am 3. Dezember 1932 wurde vom Rundfunk erstmals eine erzgebirgische Adventsfeier aus Scheibenberg mit Curt Herbert Richter übertragen. In den späteren Jahren folgten weitere ähnliche Sendungen, darunter mit Walter Kunz. Nach dem Zweiten Weltkrieg gestaltete er ab 1946 die Leipziger Volksmusikstunde im Rundfunk. 1963 zog er sich krankheitsbedingt von Funk und Bühne zurück. Er lebte zuletzt in Bernsbach.

## Werke
- Grüße von heimatlichen Bergen
- Erzgebirgische Koboldspiele
- Erzgebirgisches Wanderlied
- Skihütten-Polka
- Erzgebirgische Dorfmusik
- De Postkutsch, Text: Herbert Stoll
- Bergwind
- Urlaub in den Bergen
- Erzgebirgische Tanzweise
- Tanz auf der Krokuswiese
- Lustiges Erzgebirge
- Erzgebirgsluft
- In die neue Zeit
- Schönes Böhmerland
- Lustige Kumpel
- insgesamt 70 Lieder und Instrumentalstücke